# Шахрисабзское бекство
Шахрисабзское бе́кство или Шахрисабзский вилайет (узб. Shahrisabz bekligi / Shahrisabz viloyati)
— административная единица в составе Бухарского эмирата, на территории современного Узбекистана. Административным центром являлся Шахрисабз.

## География
Владения беков занимали Китабо-Шахрисабзский устьевый оазис Кашкадарьи, вплоть до хребта Кара-тюбе, отделяющего Шахрисабзский оазис от долины Заравшана. В 1820-х годах, в результате ослабления Бухары после Мианкальских восстаний, Шахрисябзскому беку подчинялись следующие креопсти и селения — Дуаб, Китаб, Яккабаг, Утакурган, Джауз, Питахане.

## История
Во время чагатайского правления Шахрисабзский оазис стал независимым княжеством племени барласов, частью которого был и род эмира Тимура.
За всё столетие до прихода русских бухарские войска подчинили Шахрисабз только два раза — в 1751 и 1858 годах. Первый раз — при Мухаммад Рахим-хане в результате трёх кампаний, но уже через пару лет кенгесы возвратили себе город, и второй раз — при Насрулле в 1858 году, после долгой войны, и опять же, в 1860 году население скинуло наместника и вернуло кенегесских правителей.
После превращения Бухары в протекторат Российской империи фактическая реальность пришла в соответствие с текстуальной, и в 1870 после взятия русскими войсками Шахрисябз был окончательно подчинён и присоединён к Бухаре. Последний правитель – Баба-бек, перешел на русскую службу и умер в 1898 в Ташкенте в чине полковника.